# Lista de primeiros-ministros do Nepal
O cargo de primeiro-ministro do Nepal foi criado em 1799.

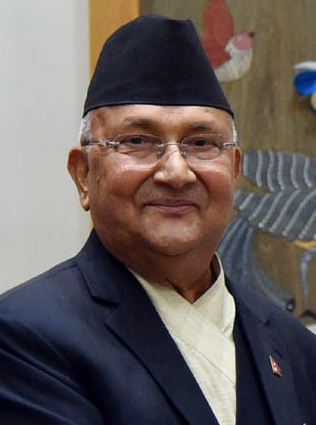
Khadga Prasad Oli é o atual primeiro-ministro do Nepal desde 15 de julho de 2024

## Primeiros-ministros do Reino do Nepal (1799–2008)

### Primeiros-ministros durante a monarquia absolutista (1799–1990)

#### Mul-Kajis durante aDinastia Shah(1799–1806)
| Ordem | Retrato | Nome (Nascimento–Morte)   | Duração do mandato | Duração do mandato | Partido Político |
| Ordem | Retrato | Nome (Nascimento–Morte)   | Tomou Posse        | Deixou o Cargo     | Partido Político |
| ----- | ------- | ------------------------- | ------------------ | ------------------ | ---------------- |
| 1     |         | Damodar Pande (1752–1804) | 1799               | 1804               | Independente     |

#### Muktiyars durante a Era de Thapa/Pande (1806–1846)
| Ordem | Retrato | Nome (Nascimento–Morte)                  | Duração do mandato | Duração do mandato | Partido Político |
| Ordem | Retrato | Nome (Nascimento–Morte)                  | Tomou Posse        | Deixou o Cargo     | Partido Político |
| ----- | ------- | ---------------------------------------- | ------------------ | ------------------ | ---------------- |
| —     |         | Rana Bahadur Shah (1775–1806)            | 1806               | 1806               | Independente     |
| 2     |         | Bhimsen Thapa (1775–1839)                | 1806               | 1837               | Independente     |
| 3     |         | Rana Jang Pande (1789–1843) (1º mandato) | 1837               | 1837               | Independente     |
| 4     |         | Ranga Nath Poudyal (1773–?) (1º mandato) | 1837               | 1838               | Independente     |
| 5     |         | Chautariya Puskhar Shah (1784–1846)      | 1838               | 1839               | Independente     |
| (3)   |         | Rana Jang Pande (1789–1843) (2º mandato) | 1839               | 1840               | Independente     |
| (4)   |         | Ranga Nath Poudyal (1773–?) (2º mandato) | 1840               | 1840               | Independente     |
| 6     |         | Fateh Jung Shah (1805–1846) (1º mandato) | 1840               | 1843               | Independente     |
| 7     |         | Mathabar Singh Thapa (1798–1845)         | 1843               | 1845               | Independente     |
| (6)   |         | Fateh Jung Shah (1805–1846) (2º mandato) | 1845               | 1846               | Independente     |

#### Primeiros-ministros durante aDinastia Rana(1846–1951)
| Ordem | Retrato | Nome (Nascimento–Morte)                        | Duração do mandato | Duração do mandato | Partido Político |
| Ordem | Retrato | Nome (Nascimento–Morte)                        | Tomou Posse        | Deixou o Cargo     | Partido Político |
| ----- | ------- | ---------------------------------------------- | ------------------ | ------------------ | ---------------- |
| 8     |         | Jung Bahadur Rana (1816–1877) (1º mandato)     | 1846               | 1856               | Independente     |
| 9     |         | Bam Bahadur Kunwar Rana (1818–1857)            | 1856               | 1857               | Independente     |
| —     |         | Krishna Bahadur Kunwar Rana (1823–1863)        | 1857               | 1857               | Independente     |
| (8)   |         | Jung Bahadur Rana (1816–1877) (2º mandato)     | 1857               | 1877               | Independente     |
| 10    |         | Ranodip Singh Kunwar (1825–1885)               | 1877               | 1885               | Independente     |
| 11    |         | Bir Shumsher Jang Bahadur Rana (1852–1901)     | 1885               | 1901               | Independente     |
| 12    |         | Dev Shumsher Jang Bahadur Rana (1862–1914)     | 1901               | 1901               | Independente     |
| 13    |         | Chandra Shumsher Jang Bahadur Rana (1863–1929) | 1901               | 1929               | Independente     |
| 14    |         | Bhim Shumsher Jung Bahadur Rana (1865–1932)    | 1929               | 1932               | Independente     |
| 15    |         | Juddha Shumsher Jang Bahadur Rana (1875–1952)  | 1932               | 1945               | Independente     |
| 16    |         | Padma Shumsher Jang Bahadur Rana (1882–1961)   | 1945               | 1948               | Independente     |
| 17    |         | Mohan Shumsher Jang Bahadur Rana (1885–1967)   | 1948               | 1951               | Independente     |

#### Primeiros-ministros durante a era de transição (1951–1960)
| Ordem | Retrato | Nome (Nascimento–Morte)                                             | Duração do mandato     | Duração do mandato     | Partido Político          |
| Ordem | Retrato | Nome (Nascimento–Morte)                                             | Tomou Posse            | Deixou o Cargo         | Partido Político          |
| ----- | ------- | ------------------------------------------------------------------- | ---------------------- | ---------------------- | ------------------------- |
| 18    |         | Matrika Prasad Koirala (1912–1997) (1º mandato)                     | 16 de novembro de 1951 | 14 de agosto de 1952   | Congresso Nepalês         |
| —     |         | Exercido Diretamente pelo Rei Tribhuvan Bir Bikram Shah (1906–1955) | 14 de agosto de 1952   | 15 de junho de 1953    | —                         |
| (18)  |         | Matrika Prasad Koirala (1912–1997) (2º mandato)                     | 15 de junho de 1953    | 14 de abril de 1955    | Partido Rastriya Praja    |
| —     |         | Exercido Diretamente pelo Rei Mahendra Bir Bikram Shah (1920–1972)  | 14 de abril de 1955    | 27 de janeiro de 1956  | —                         |
| 19    |         | Tanka Prasad Acharya (1912–1992)                                    | 27 de janeiro de 1956  | 26 de julho de 1957    | Nepal Praja Parishad      |
| 20    |         | Kunwar Inderjit Singh (1906–1982)                                   | 26 de julho de 1957    | 15 de maio de 1958     | Partido Democrático Unido |
| 21    |         | Subarna Shamsher Rana (1910–1977)                                   | 15 de maio de 1958     | 27 de maio de 1959     | Congresso Nepalês         |
| 22    |         | Bishweshwar Prasad Koirala (1914–1982)                              | 27 de maio de 1959     | 26 de dezembro de 1960 | Congresso Nepalês         |

#### Primeiros-ministros durante o sistemaPanchayat(1960–1990)
| Ordem | Retrato | Nome (Nascimento–Morte)                        | Duração do mandato      | Duração do mandato      | Partido Político |
| Ordem | Retrato | Nome (Nascimento–Morte)                        | Tomou Posse             | Deixou o Cargo          | Partido Político |
| ----- | ------- | ---------------------------------------------- | ----------------------- | ----------------------- | ---------------- |
| 23    |         | Tulsi Giri (1926–) (1º mandato)                | 26 de dezembro de 1960  | 23 de dezembro de 1963  | Independente     |
| 24    |         | Surya Bahadur Thapa (1928–2015) (1º mandato)   | 23 de dezembro de 1963  | 26 de fevereiro de 1964 | Independente     |
| (23)  |         | Tulsi Giri (1926–) (2º mandato)                | 26 de fevereiro de 1964 | 26 de janeiro de 1965   | Independente     |
| (24)  |         | Surya Bahadur Thapa (1928–2015) (2º mandato)   | 26 de janeiro de 1965   | 7 de abril de 1969      | Independente     |
| 25    |         | Kirti Nidhi Bista (1927–) (1º mandato)         | 7 de abril de 1969      | 13 de abril de 1970     | Independente     |
| —     |         | Gehendra Bahadur Rajbhandari (1923–)           | 13 de abril de 1970     | 14 de abril de 1971     | Independente     |
| (25)  |         | Kirti Nidhi Bista (1927–) (2º mandato)         | 14 de abril de 1971     | 16 de julho de 1973     | Independente     |
| 26    |         | Nagendra Prasad Rijal (1927–1994) (1º mandato) | 16 de julho de 1973     | 1 de dezembro de 1975   | Independente     |
| (23)  |         | Tulsi Giri (1926–) (3º mandato)                | 1 de dezembro de 1975   | 12 de setembro de 1977  | Independente     |
| (25)  |         | Kirti Nidhi Bista (1927–) (3º mandato)         | 12 de semtembro de 1977 | 30 de maio de 1979      | Independente     |
| (24)  |         | Surya Bahadur Thapa (1928–2015) (3º mandato)   | 30 de maio de 1979      | 12 de julho de 1983     | Independente     |
| 27    |         | Lokendra Bahadur Chand (1940–) (1º mandato)    | 12 de julho de 1983     | 21 de março de 1986     | Independente     |
| (26)  |         | Nagendra Prasad Rijal (1927–1994) (2º mandato) | 21 de março de 1986     | 15 de junho de 1986     | Independente     |
| 28    |         | Marich Man Singh Shrestha (1942–2013)          | 15 de junho de 1986     | 6 de abril de 1990      | Independente     |
| (27)  |         | Lokendra Bahadur Chand (1940–) (2º mandato)    | 6 de abril de 1990      | 19 de abril de 1990     | Independente     |

### Primeiros-ministros durante a monarquia constitucional (1990–2008)
| Ordem | Retrato | Nome (Nascimento–Morte)                                             | Duração do mandato     | Duração do mandato     | Duração do mandato | Partido Político             |
| Ordem | Retrato | Nome (Nascimento–Morte)                                             | Tomou Posse            | Deixou o Cargo         | Dias               | Partido Político             |
| ----- | ------- | ------------------------------------------------------------------- | ---------------------- | ---------------------- | ------------------ | ---------------------------- |
| 29    |         | Krishna Prasad Bhattarai (1924–2011) (1º mandato)                   | 19 de abril de 1990    | 26 de maio de 1991     | 402                | Congresso Nepalês            |
| 30    |         | Girija Prasad Koirala (1925–2010) (1º mandato)                      | 26 de maio de 1991     | 30 de novembro de 1994 | 1284               | Congresso Nepalês            |
| 31    |         | Man Mohan Adhikari (1920–1999)                                      | 30 de novembro de 1994 | 12 de setembro de 1995 | 286                | Partido Comunista do Nepal   |
| 32    |         | Sher Bahadur Deuba (1946–) (1º mandato)                             | 12 de setembro de 1995 | 12 de março de 1997    | 547                | Congresso Nepalês            |
| (27)  |         | Lokendra Bahadur Chand (1940–) (3º mandato)                         | 12 de março de 1997    | 7 de outubro de 1997   | 209                | Partido Rastriya Prajatantra |
| (24)  |         | Surya Bahadur Thapa (1928–2015) (4º mandato)                        | 7 de outubro de 1997   | 15 de abril de 1998    | 190                | Partido Rastriya Prajatantra |
| (30)  |         | Girija Prasad Koirala (1925–2010) (2º mandato)                      | 15 de abril de 1998    | 31 de maio de 1999     | 411                | Congresso Nepalês            |
| (29)  |         | Krishna Prasad Bhattarai (1924–2011) (2º mandato)                   | 31 de maio de 1999     | 22 de março 2000       | 296                | Congresso Nepalês            |
| (30)  |         | Girija Prasad Koirala (1925–2010) (3º mandato)                      | 22 de março de 2000    | 26 de julho de 2001    | 491                | Congresso Nepalês            |
| (32)  |         | Sher Bahadur Deuba (1946–) (2º mandato)                             | 26 de julho de 2001    | 4 de outubro de 2002   | 435                | Congresso Nepalês            |
| —     |         | Exercido Diretamente pelo Rei Gyanendra Bir Bikram Shah Dev (1947–) | 4 de outubro de 2002   | 11 de outubro de 2002  | 7                  | —                            |
| (27)  |         | Lokendra Bahadur Chand (1940–) (4º mandato)                         | 11 de outubro de 2002  | 5 de junho de 2003     | 237                | Partido Rastriya Prajatantra |
| (24)  |         | Surya Bahadur Thapa (1928–2015) (5º mandato)                        | 5 de junho de 2003     | 3 de setembro de 2004  | 364                | Partido Rastriya Prajatantra |
| (32)  |         | Sher Bahadur Deuba (1946–) (3º mandato)                             | 3 de setembro de 2004  | 1 de fevereiro de 2005 | 243                | Congresso Nepalês            |
| —     |         | Exercido Diretamente pelo Rei Gyanendra Bir Bikram Shah Dev (1947–) | 1 de fevereiro de 2005 | 25 de abril de 2006    | 448                | —                            |
| (30)  |         | Girija Prasad Koirala (1925–2010) (4º mandato)                      | 25 de abril de 2006    | 28 de maio de 2008     | 764                | Congresso Nepalês            |

## Primeiros-ministros da República Democrática Federal do Nepal (2008–presente)
| Ordem | Retrato | Nome (Nascimento–Morte)                        | Duração do mandato      | Duração do mandato      | Duração do mandato | Partido Político                                          |
| Ordem | Retrato | Nome (Nascimento–Morte)                        | Tomou Posse             | Deixou o Cargo          | Dias               | Partido Político                                          |
| ----- | ------- | ---------------------------------------------- | ----------------------- | ----------------------- | ------------------ | --------------------------------------------------------- |
| (30)  |         | Girija Prasad Koirala (1925–2010) (5º mandato) | 28 de maio de 2008      | 18 de agosto de 2008    | 83                 | Congresso Nepalês                                         |
| 33    |         | Prachanda (1954–) (1º mandato)                 | 18 de agosto de 2008    | 25 de maio de 2009      | 280                | Partido Comunista Unificado do Nepal                      |
| 34    |         | Madhav Kumar Nepal (1953–)                     | 25 de maio de 2009      | 6 de fevereiro de 2011  | 622                | Partido Comunista do Nepal                                |
| 35    |         | Jhala Nath Khanal (1950–)                      | 6 de fevereiro de 2011  | 29 de agosto de 2011    | 204                | Partido Comunista do Nepal                                |
| 36    |         | Baburam Bhattarai (1954–)                      | 29 de agosto de 2011    | 14 de março de 2013     | 563                | Partido Comunista Unificado do Nepal                      |
| —     |         | Khil Raj Regmi (1949–)                         | 14 de março de 2013     | 11 de fevereiro de 2014 | 334                | Independente                                              |
| 37    |         | Sushil Koirala (1939–2016)                     | 11 de fevereiro de 2014 | 12 de outubro de 2015   | 608                | Congresso Nepalês                                         |
| 38    |         | Khadga Prasad Oli (1952–)                      | 12 de outubro de 2015   | 24 de julho de 2016     | 296                | Partido Comunista do Nepal (Marxista-Leninista Unificado) |
| --    |         | Khadga Prasad Oli (1952–)                      | 24 de julho de 2016     | 4 de agosto de 2016     | 296                | Partido Comunista do Nepal (Marxista-Leninista Unificado) |
| (33)  |         | Pushpa Kamal Dahal (1954–) (2º mandato)        | 4 de agosto de 2016     | 7 de junho de 2017      | 307                | Partido Comunista Unificado do Nepal                      |
| (32)  |         | Sher Bahadur Deuba (1946–) (4º mandato)        | 7 de junho de 2017      | 15 de julho de 2018     | 403                | Congresso Nepalês                                         |
| (38)  |         | Khadga Prasad Oli (1952 -)                     | 15 de julho de 2018     | 13 de julho de 2021     | 1094               | Partido Comunista do Nepa (Marxista-Leninista Unificado)  |
| (32)  |         | Sher Bahadur Deuba (1946 -) (5º mandato)       | 13 de julho de 2021     | 26 de dezembro de 2022  | 531                | Congresso Nepalês                                         |
| (33)  |         | Pushpa Kamal Dahal (1954–) (3º mandato)        | 26 de dezembro de 2022  | 15 de julho de 2024     | 567                | Partido Comunista Unificado do Nepal                      |
| (38)  |         | Khadga Prasad Oli (1952–) (4° mandato)         | 15 de julho de 2024     | presente                | 251                | Partido Comunista do Nepa (Marxista-Leninista Unificado)  |